# Saint-Sornin (Charente)
Saint-Sornin (okzitanisch: Sent Sornin) ist ein Ort und eine französische Gemeinde mit 832 Einwohnern (Stand: 1. Januar 2022) im Département Charente in der Region Nouvelle-Aquitaine. Sie gehört zum Arrondissement Angoulême und zum Kanton Val de Tardoire. 

## Lage
Saint-Sornin liegt 23 Kilometer ostnordöstlich von Angoulême in der alten Kulturlandschaft des Angoumois, einem Teil der Charente. Umgeben wird Saint-Sornin von den Nachbargemeinden Marillac-le-Franc im Norden, Yvrac-et-Malleyrand im Norden und Nordosten, Orgedeuil im Osten, Montbron im Südosten, Vouthon im Süden sowie Moulins-sur-Tardoire im Südwesten und Westen.

## Bevölkerungsentwicklung
| Jahr                       | 1962 | 1968 | 1975 | 1982 | 1990 | 1999 | 2006 | 2013 |
| Einwohner                  | 633  | 618  | 615  | 673  | 694  | 715  | 793  | 787  |
| Quellen: Cassini und INSEE |      |      |      |      |      |      |      |      |

## Sehenswürdigkeiten
- Kirche Saint-Saturnin aus dem 12. Jahrhundert
- Kapelle Saint-Roch (auch: Kapelle Notre-Dame-de-la-Lande)
- Schloss La Fenêtre aus dem 15./16. Jahrhundert

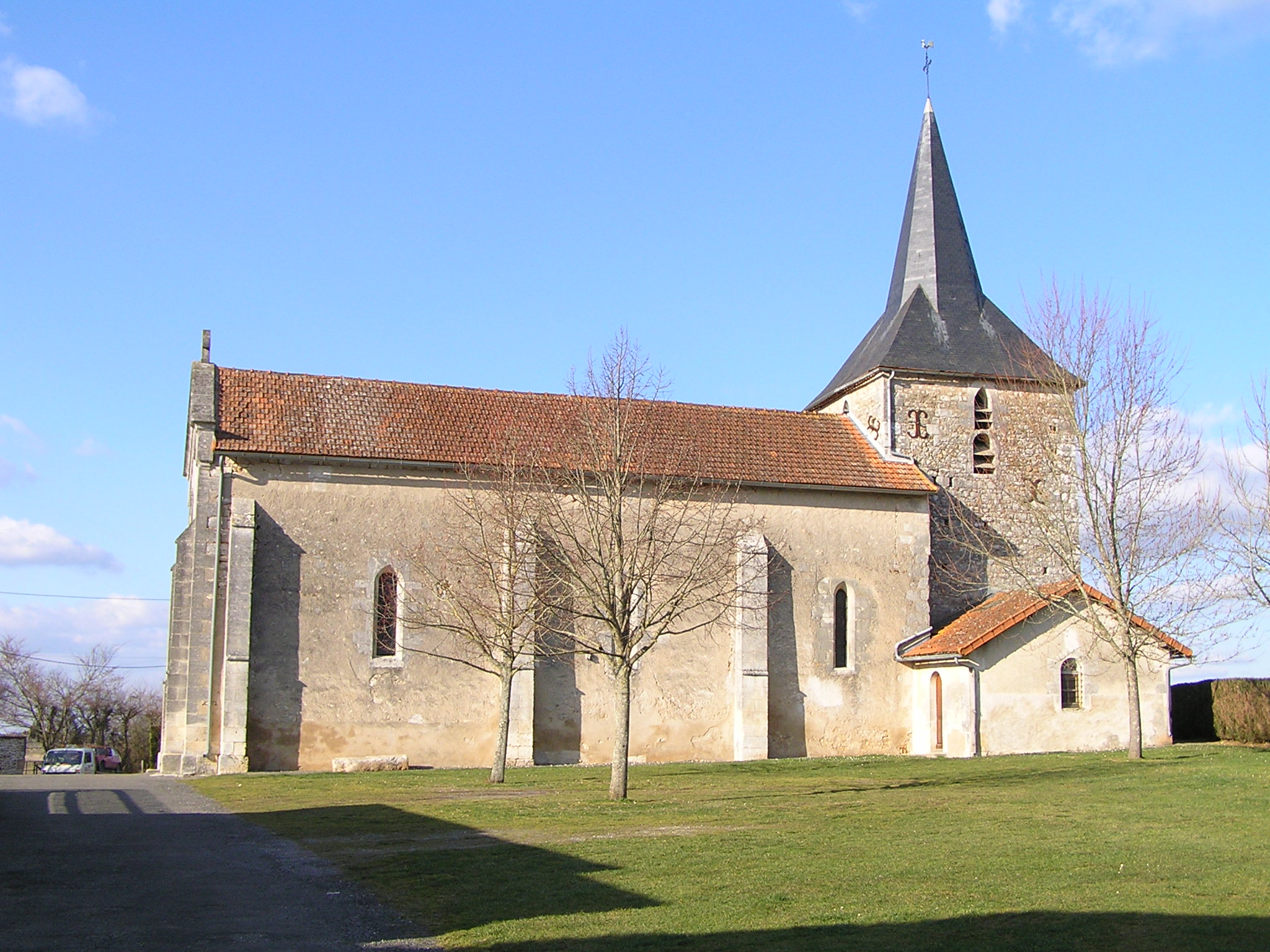
Kirche Saint-Saturnin
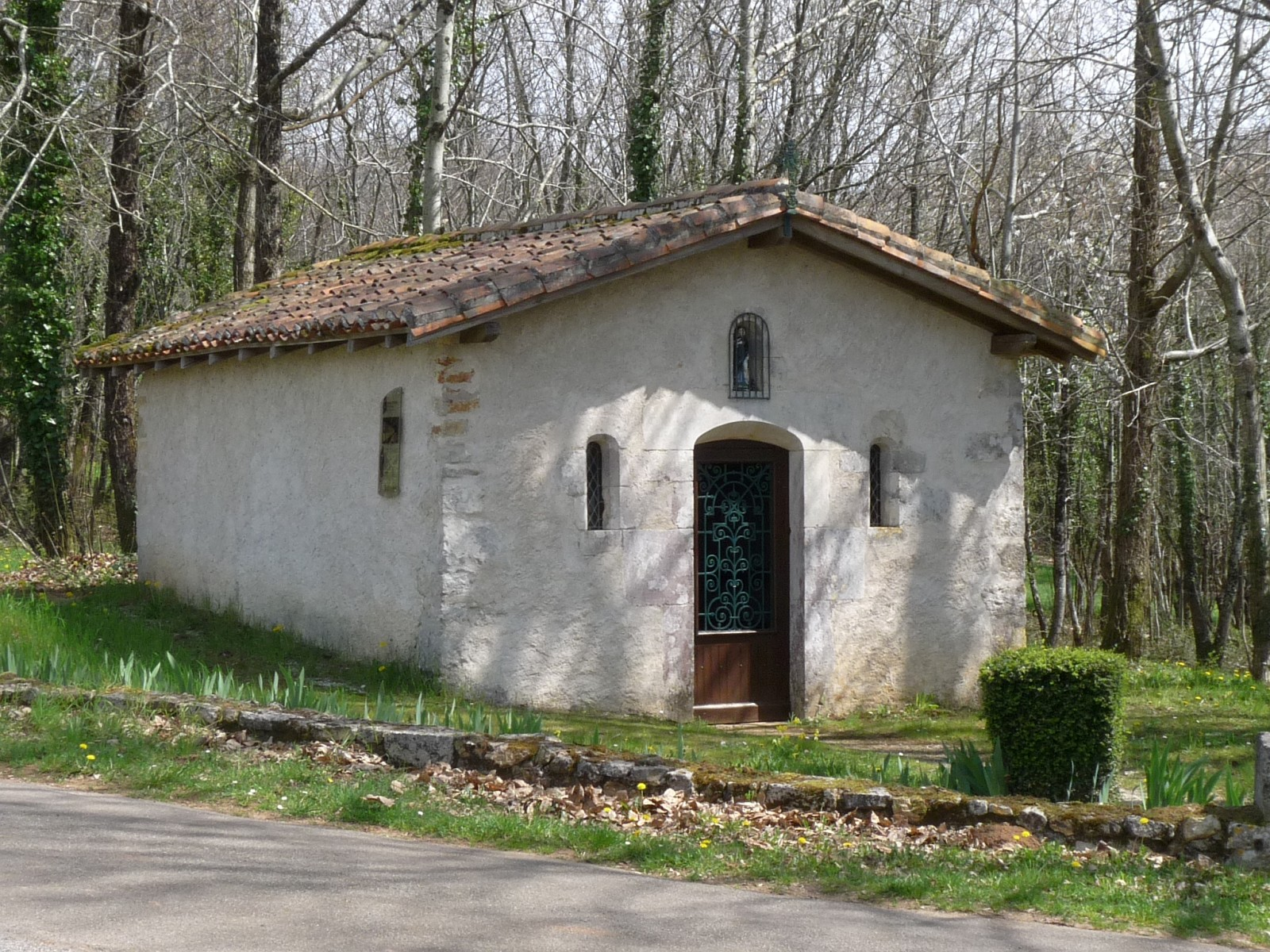
Kapelle Saint-Roch
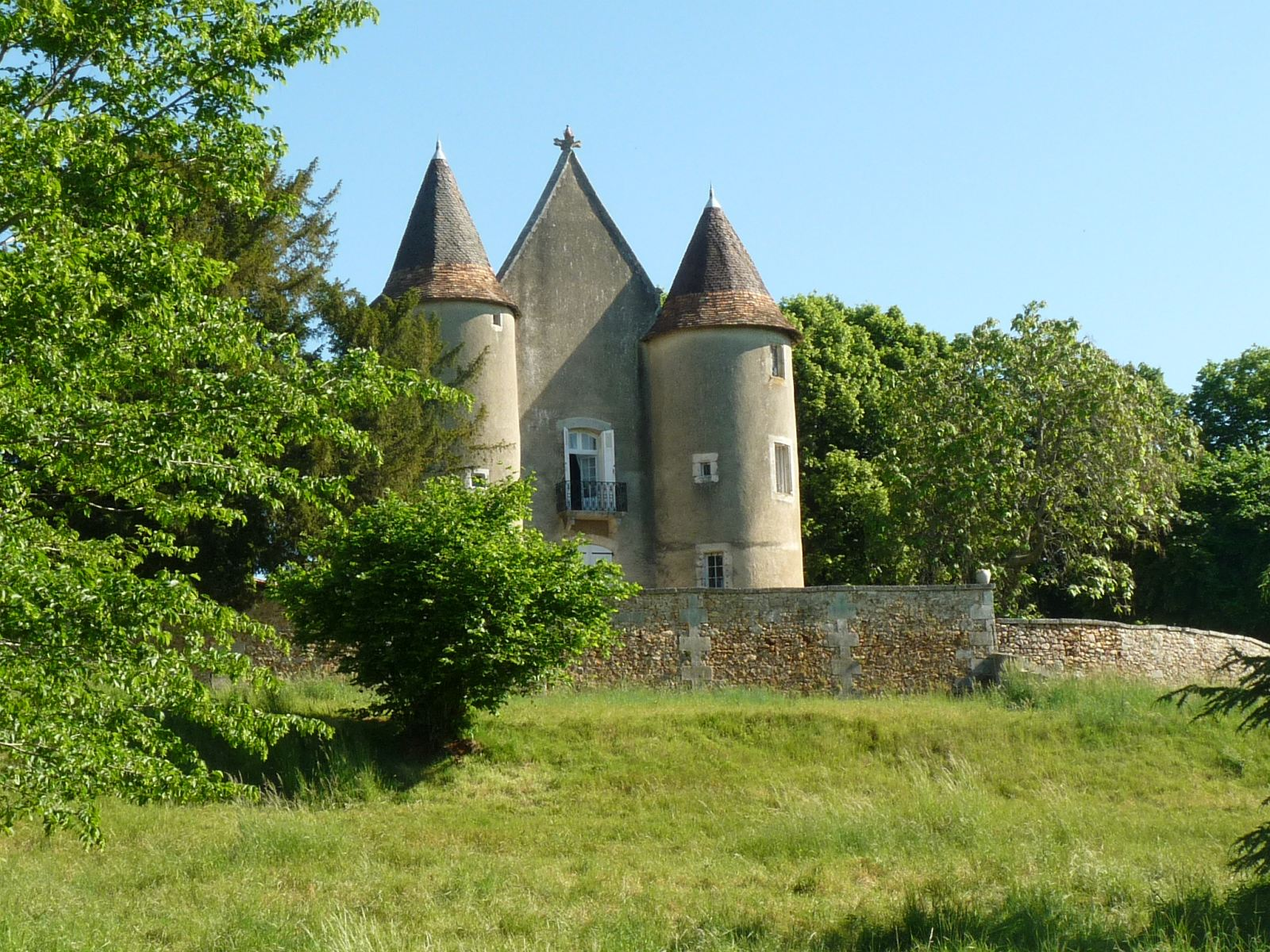
Schloss La Fenêtre